# Godfried van Leuven-Gaasbeek
Godfried van Leuven (1209 - 21 januari 1253) was de eerste heer van Gaasbeek en de bouwheer van het kasteel van Gaasbeek. Hij was ook heer van Herstal en van Baucignies.
Godfried was een zoon van hertog Hendrik I van Brabant en Mathilde van Boulogne. De hertog van Brabant creëerde het land van Gaasbeek om het hertogdom te verdedigen tegen het graafschap Henegouwen. Als heer van Gaasbeek werd hij opgevolgd door zijn zoon Hendrik.

## Familie
Hij was eerst gehuwd met Adelheid (Aleydis) Berthout. Er is één bekende dochter: Agnes Van Perwez (Van Perwijs) ca 1240 - ca 1292
Zijn tweede huwelijk was met Maria van Oudenaarde, dochter van Arnoud, Heer van Oudenaarde en Pamele en zijn vrouw Alix de Rosoy. Zij hadden vier kinderen:   
- Hendrik van Leuven-Gaasbeek (overl. 1285), trouwde met Isabella van Beveren, dochter van Dirk IV van Beveren, Burggraaf van Dixmuiden en Marguerite de Brienne-Ramerupt. Zijn dochter Johanna was gehuwd met Gerard I van Horne, waardoor de heerlijkheid Gaasbeek aan van Horne overging.
- Gerard van Leuven, Heer van Gaasbeek.  Provost in Nijvel.
- Godfried van Leuven, Provoost in Nijvel.
- Johanna van Leuven-Gaasbeek (1238-1291), getrouwd met Dietrich van Heinsberg, zoon van Hendrik Graaf van Sponheim, Heer van Blankenburg en Löwenburg, en Agnes van Heinsberg.

## Voorouders
| Voorouders van Godfried van Leuven-Gaasbeek | Voorouders van Godfried van Leuven-Gaasbeek                                   | Voorouders van Godfried van Leuven-Gaasbeek                                   | Voorouders van Godfried van Leuven-Gaasbeek                                    | Voorouders van Godfried van Leuven-Gaasbeek                                    | Voorouders van Godfried van Leuven-Gaasbeek                               | Voorouders van Godfried van Leuven-Gaasbeek                               | Voorouders van Godfried van Leuven-Gaasbeek                                | Voorouders van Godfried van Leuven-Gaasbeek                                |
| ------------------------------------------- | ----------------------------------------------------------------------------- | ----------------------------------------------------------------------------- | ------------------------------------------------------------------------------ | ------------------------------------------------------------------------------ | ------------------------------------------------------------------------- | ------------------------------------------------------------------------- | -------------------------------------------------------------------------- | -------------------------------------------------------------------------- |
| Overgrootouders                             | Godfried II van Leuven (1105-1142) ∞ 1139 Lutgardis van Sulzbach (1115-1163)  | Godfried II van Leuven (1105-1142) ∞ 1139 Lutgardis van Sulzbach (1115-1163)  | Hendrik II van Limburg (1110-1167) ∞ 1136 Mathilde van Saffenburg (±1113–1145) | Hendrik II van Limburg (1110-1167) ∞ 1136 Mathilde van Saffenburg (±1113–1145) | Diederik van de Elzas (1100-1168) ∞ 1139 Sybille van Anjou (1116–1165)    | Diederik van de Elzas (1100-1168) ∞ 1139 Sybille van Anjou (1116–1165)    | Stefanus van Engeland (1096-1154) ∞ 1125 Mathilde van Boulogne (1105-1151) | Stefanus van Engeland (1096-1154) ∞ 1125 Mathilde van Boulogne (1105-1151) |
| Grootouders                                 | Godfried III van Leuven (1140-1190) ∞ 1155 Margaretha van Limburg (1135-1172) | Godfried III van Leuven (1140-1190) ∞ 1155 Margaretha van Limburg (1135-1172) | Godfried III van Leuven (1140-1190) ∞ 1155 Margaretha van Limburg (1135-1172)  | Godfried III van Leuven (1140-1190) ∞ 1155 Margaretha van Limburg (1135-1172)  | Mattheüs I van de Elzas (1138-1173) ∞ 1150 Maria van Boulogne (1136-1182) | Mattheüs I van de Elzas (1138-1173) ∞ 1150 Maria van Boulogne (1136-1182) | Mattheüs I van de Elzas (1138-1173) ∞ 1150 Maria van Boulogne (1136-1182)  | Mattheüs I van de Elzas (1138-1173) ∞ 1150 Maria van Boulogne (1136-1182)  |
| Ouders                                      | Hendrik I van Brabant (1160-1235) ∞ Mathilde van Boulogne (±1161–1210)        | Hendrik I van Brabant (1160-1235) ∞ Mathilde van Boulogne (±1161–1210)        | Hendrik I van Brabant (1160-1235) ∞ Mathilde van Boulogne (±1161–1210)         | Hendrik I van Brabant (1160-1235) ∞ Mathilde van Boulogne (±1161–1210)         | Hendrik I van Brabant (1160-1235) ∞ Mathilde van Boulogne (±1161–1210)    | Hendrik I van Brabant (1160-1235) ∞ Mathilde van Boulogne (±1161–1210)    | Hendrik I van Brabant (1160-1235) ∞ Mathilde van Boulogne (±1161–1210)     | Hendrik I van Brabant (1160-1235) ∞ Mathilde van Boulogne (±1161–1210)     |
| Godfried van Leuven-Gaasbeek (1209-1253)    |                                                                               |                                                                               |                                                                                |                                                                                |                                                                           |                                                                           |                                                                            |                                                                            |